# 오스트레일리아 108
오스트레일리아 108(영어: Australia 108), 호주 108는 호주 멜버른 시 70 사우스뱅크 불러바드에 위치한 마천루이다. 완공되면 지붕 높이에 따라 호주에서 가장 높은 건물이 되어 유레카 타워를 능가하며 호주에서 두 번째로 높은 건물이 전체 높이로 Q1을 초과한다. 이 프로젝트는 높이 317m(1,040ft)의 아파트 건물과 100층 이상의 아파트 1,015채로 구성된다. 건설은 2015년에 시작되어 2020년에 완공됐다.

## 갤러리

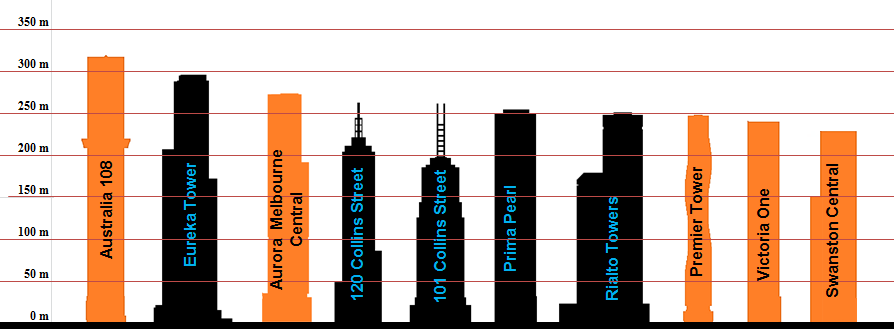
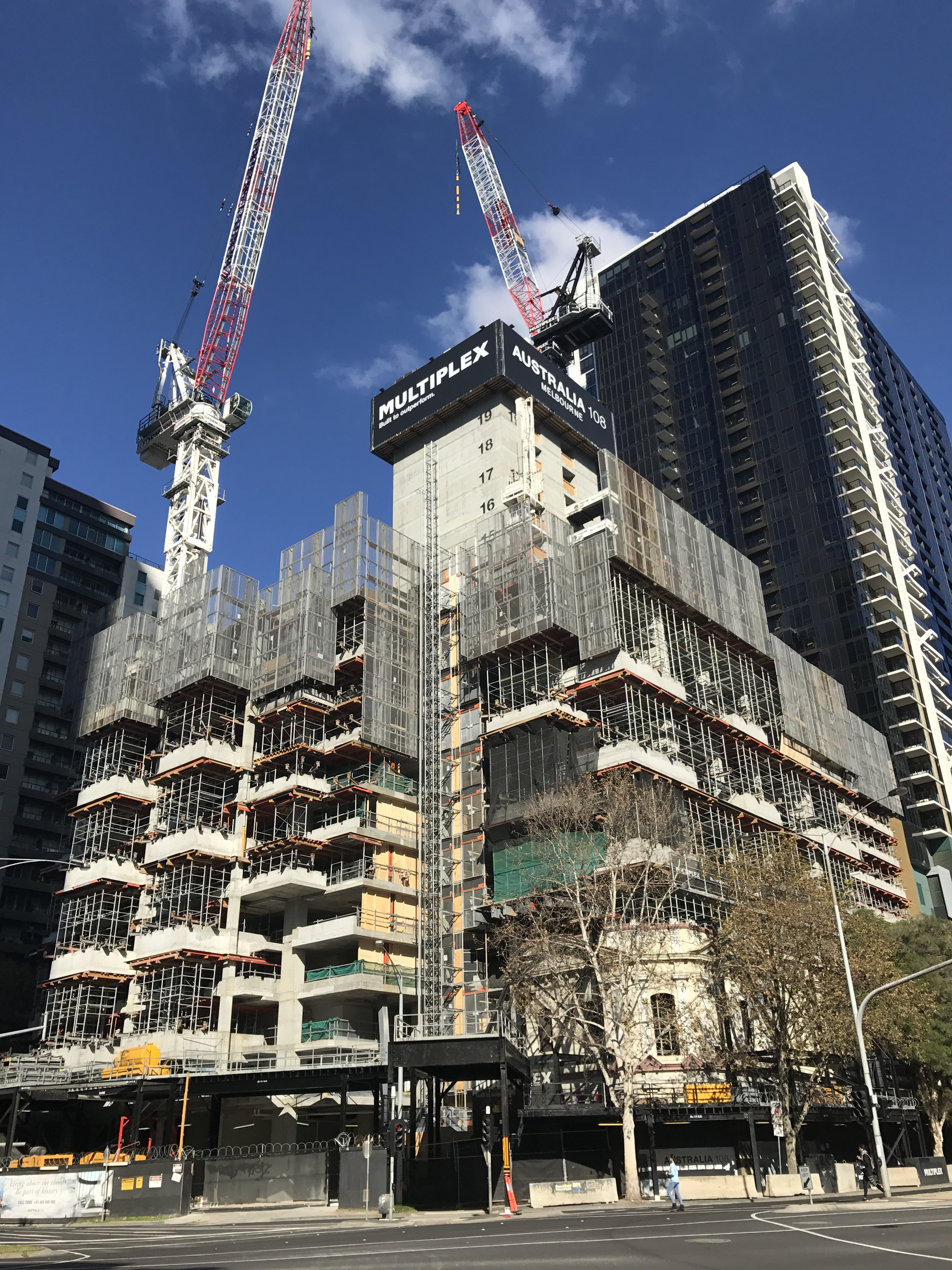

## 같이 보기
- 유레카 타워
- 오스트레일리아의 마천루 목록